# Доній Бителич
Доній Бителич (хорв. Donji Bitelić) — населений пункт у Хорватії, у Сплітсько-Далматинській жупанії у складі громади Хрваце.

## Населення
Населення за даними перепису 2011 року становило 317 осіб.
Динаміка чисельності населення поселення:

## Клімат
Середня річна температура становить 12,22 °C, середня максимальна – 27,44 °C, а середня мінімальна – -2,70 °C. Середня річна кількість опадів – 948 мм.
| Клімат поселення                              | Клімат поселення | Клімат поселення | Клімат поселення | Клімат поселення | Клімат поселення | Клімат поселення | Клімат поселення | Клімат поселення | Клімат поселення | Клімат поселення | Клімат поселення | Клімат поселення | Клімат поселення |
| Показник                                      | Січ.             | Лют.             | Бер.             | Квіт.            | Трав.            | Черв.            | Лип.             | Серп.            | Вер.             | Жовт.            | Лист.            | Груд.            |                  |
| Середній максимум, °C                         | 8,70             | 9,40             | 12,64            | 16,52            | 21,29            | 25,10            | 27,44            | 27,20            | 22,42            | 17,62            | 12,40            | 9,51             |                  |
| Середня температура, °C                       | 3,00             | 3,68             | 6,93             | 10,81            | 15,59            | 19,40            | 22,54            | 22,31            | 17,53            | 12,73            | 7,51             | 4,62             |                  |
| Середній мінімум, °C                          | −2,7             | −2,02            | 1,22             | 5,10             | 9,87             | 13,69            | 17,64            | 17,42            | 12,65            | 7,85             | 2,62             | −0,27            |                  |
| Норма опадів, мм                              | 75               | 67               | 73               | 81               | 69               | 69               | 48               | 59               | 85               | 103              | 119              | 100              |                  |
| Середньомісячна швидкість вітру, м/с          | 1.90             | 2.21             | 2.41             | 2.32             | 2.12             | 1.84             | 1.86             | 1.72             | 1.83             | 1.84             | 2.15             | 2.14             |                  |
| Середньомісячна сонячна радіація, кДж/м²·день | 5313             | 8049             | 11700            | 16088            | 19848            | 22423            | 24169            | 21273            | 15745            | 10244            | 5814             | 4503             |                  |
| --------------------------------------------- | ---------------- | ---------------- | ---------------- | ---------------- | ---------------- | ---------------- | ---------------- | ---------------- | ---------------- | ---------------- | ---------------- | ---------------- | ---------------- |
| Джерело:                                      |                  |                  |                  |                  |                  |                  |                  |                  |                  |                  |                  |                  |                  |